# D.Gray-man
D.Gray-man (на японски: ディー・グレイマン) е известно японско аниме, излъчвано в Япония в периода (2006-2008 г.). В България се излъчва за първи път през 2008 г. Каналът по който се излъчва е детската телевизия Super 7. Анимето се състои от 103 епизода.
Сюжетът на анимето е Creep/Psychology. Събитията се развиват в алтернативен свят в края на 19 век. Разказва се за зли машини за убиване наречени Акума, които са създадени от Хилядолетния Граф, който е мразен от Черния орден, където живеят екзорсистите (убийците на акума).

## Герои
Героите са много, и някои от тях са главни. Добри и лоши герои:
Алън Уокър, Ленали, Лави, Алистър Кроули и Канда – (Главни герои/екзорсисти), Тинкеби, Крос Мариан, Хилядолетният Граф, Тики Мик, Роуд, Неа, Malcolm C. Rouvelier, Комуй Ли, Мария, Миранда, Книжовникът, Хелваска, Фо, Бак Чан, Дейсия, Тимоти, Чаоджи, Суман, Кевин Йегар, Фрой Тиедол, Клауд Найн, Уинтер Сакаро, Джасеро, Дейвид, Леро, Лулу Бел, Скин Болик, и други.

## Невинност
Невинността е тип сила, която е свързана с екзорсистите и генералите. Чрез тази сила те могат да убиват акума и да спасяват хората, които нямат този тип сила и не могат да се защитават. Има два типа невинност, едната е в тялото, другата е извън него. В един епизод от анимето се вижда как се правят екзорсисти насилствено (тоест да поставят невинността на сила в някой човек/приемник), но безуспешно. Невиновността сама избира с кого да се събере и на кого да даде възможност да стане екзорсист. Екзорсистите са свързани от 80% до 86% или в някои случаи до 90%, а генералите са свързани с пълни 100% от своята невинност и за това са станали генерали.

## Главните герои – Невинност и магична сила
| Име         | Невинност    | Оръжие                                              | Сила и специален ефект                                                                  |
| ----------- | ------------ | --------------------------------------------------- | --------------------------------------------------------------------------------------- |
| Алън Уокър  | В тялото     | Преобразяване на лявата му ръка в оръжие.           | След време придобива Crown Cloun.                                                       |
| Ленали      | Извън тялото | Ботуши с които скача на високо и удря своя опонент. | След време получава кристалният си тип чиста сила.                                      |
| Канда       | Извън тялото | Самурайски меч                                      | По време на двубой, може в другата си ръка да получи втори меч.                         |
| Лави        | Изън тялото  | Чук                                                 | Освен че удря опонента си, може да използва огнена и ледена сила към него.              |
| Кроули      | В тялото     | Вампирски зъби                                      | Изпива кръвта на акума и става неоязвим.                                                |
| Крос Мариан | Извън тялото | Пистолет и Мария                                    | Пистолетът има спусък който, не пропуска никога, а Мария пеейки, защитава господаря си. |
| Миранда     | Извън тялото | Времева линия                                       | Съдържа се в кръг на ръката ѝ, с когото контролира времето.                             |
| Дейсия      | Извън тялото | Звънец във формата на топка                         | Стрелба със звънеца и вибрации.                                                         |